# Poladlı (Gədəbəy)
Poladlı è un comune dell'Azerbaigian situato nel distretto di Gədəbəy. Conta una popolazione di 1 363 abitanti.